# Uva (Sri Lanka)
Uva (Singalees: Ūva paḷāta; Tamil: Ūvā mākāṇam) is een provincie van Sri Lanka en is gelegen in het zuidoosten van het eiland. De hoofdstad is Badulla en de provincie heeft 1.177.358 inwoners (2001).
De bevolking bestaat voor een overgrote meerderheid uit Singalezen.
De provincie bestaat uit twee districten, dit zijn:
- Badulla
- Moneragala

Centrale Provincie (Kandy · Matale · Nuwara Eliya) · Oostelijke Provincie (Ampara · Batticaloa · Trincomalee) · Noordelijke Centrale Provincie (Anuradhapura · Polonnaruwa) · Noordelijke Provincie (Jaffna · Kilinochchi · Mannar · Mullaitivu · Vavuniya) · Noordwestelijke Provincie (Kurunegala · Puttalam) · Sabaragamuwa (Kegalle · Ratnapura) · Uva (Badulla · Moneragala) · Westelijke Provincie (Colombo · Gampaha · Kalutara) · Zuidelijke Provincie (Galle · Hambantota · Matara)